# Sugar Town
"Sugar Town" es una canción escrita por el compositor y productor Lee Hazlewood y grabada por primera vez por la cantante estadounidense Nancy Sinatra en 1966. Como sencillo lanzado bajo el sello Reprise, alcanzó el puesto número cinco en la lista Billboard Hot 100 en diciembre de 1966, mientras alcanzaba el número uno en la lista Easy Listening en enero de 1967. Se convirtió en disco de oro. La canción se incluyó en el LP de Nancy Sinatra, Sugar, también lanzado en 1966, y apareció en su especial de televisión de 1967 Movin 'with Nancy, lanzado en video casero en 2000.

## Contexto
La canción es una alusión a los terrones de azúcar mezclados con ácido lisérgico (LSD), aunque – como otras canciones que escribió Hazlewood – "Sugar Town" es deliberadamente enigmática: dirigida a una audiencia joven, pero con una interpretación lo suficientemente abierta como para ser escuchada en la radio. Hazlewood negó haber consumido alguna vez LSD o haber consumido regularmente drogas en general.

## Versiones
La artista de Hong Kong Nancy Sit hizo una versión de esta canción, lanzada como sencillo por Crane Brand Records en 1967.
En 2017, la banda sueca Shitkid hizo una versión de la canción publicada el álbum Fish.
En 2022, el músico argentino Mariano García lanzó una adaptación de esta canción como sencillo con el nombre "Tucumán". La letra hace alusión a la provincia de Tucumán, Argentina, donde se filmó el videoclip.